# Бельгийский комитет религиозной документации о Востоке
«Бельгийский комитет религиозной документации для Востока» «(фр. Comité belge de documentation religieuse pour Orient)» — католический аналитический центр действовавший в Брюсселе в период 1945—1951 годов с целью изучения религиозной ситуации в СССР и странах Восточной Европы, помощи верующим и возможности экуменического диалога. Входил в Русский апостолат.

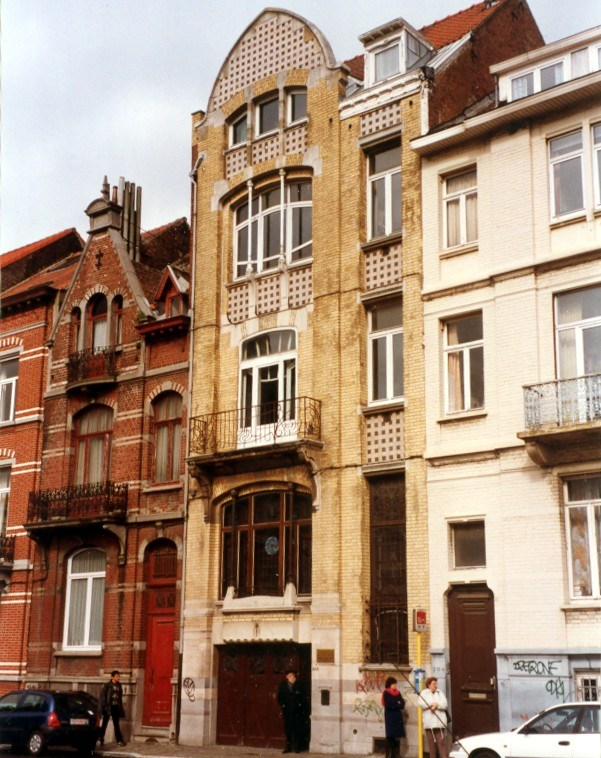
Резиденция «Comité belge de documentation religieuse pour Orient» в Брюсселе

## История
Основан в 1945 году русской эмигранткой Ириной Посновой совместно с профессором Л. Мореном. Проект был поддержан кардиналом Евгением Тиссераном и финансировался Конгрегацией по делам восточных церквей.
Помимо работы с архивом и библиотечным собранием, центр приступил к публикации материалов собственными средствами. В 1951 году был реорганизован в ряд структурных подразделений:
- Центр Восточно-христианский очаг «(фр. Foyer Oriental Chretien)»
- Храм Благовещения Пресвятой Богородицы (Брюссель)

- Библиотека имени Владимира Соловьёва (Брюссель)
- Издательство «Жизнь с Богом» «(фр. La Vie avec Dieu)»

### Периодические издания
Журнал «Жизнь с Богом», с 1950 года — «Русский католический вестник», в 1953 году переименованный в «Россия и Вселенская церковь».
С 1971 года — журнал «Логос»

### Религиозное радиовещание
- С 1964 года — программа на «Радио Монте-Карло»
- С 1967 года — радиопередача «Мир и свет жизни» «(фр. Paix et Lumière de Vie)»
- Церковные программы на русском и французском языке на бельгийском государственном радио «Альфа и Омега».